# 전주 경기전
전주 경기전(全州 慶基殿)은 대한민국 전북특별자치도 전주시 완산구 풍남동에 있는, 조선 태조 이성계의 초상화를 모신 곳이다. 1991년 1월 9일 대한민국의 사적 제339호로 지정되었으나, 2011년 현재의 명칭으로 변경되었다.
건물의 구성은 정전·헌·익랑들로 이루어져 있고 이를 내삼문과 외삼문으로 둘렀다.

## 역사
태종은 1410년 전주·경주·평양에 태조의 모습을 그린 초상화를 모시고 어용전이라 하였다. 그 후 태종 12년(1412)에 태조 진전이라 부르다가 세종 24년(1442)에 와서 전주는 경기전, 경주는 집경전, 평양은 영숭전으로 달리 이름을 지었다. 경기전은 임진왜란 때 불탄 것을 광해군 6년(1614)에 다시 고쳐 지었다.

## 건축

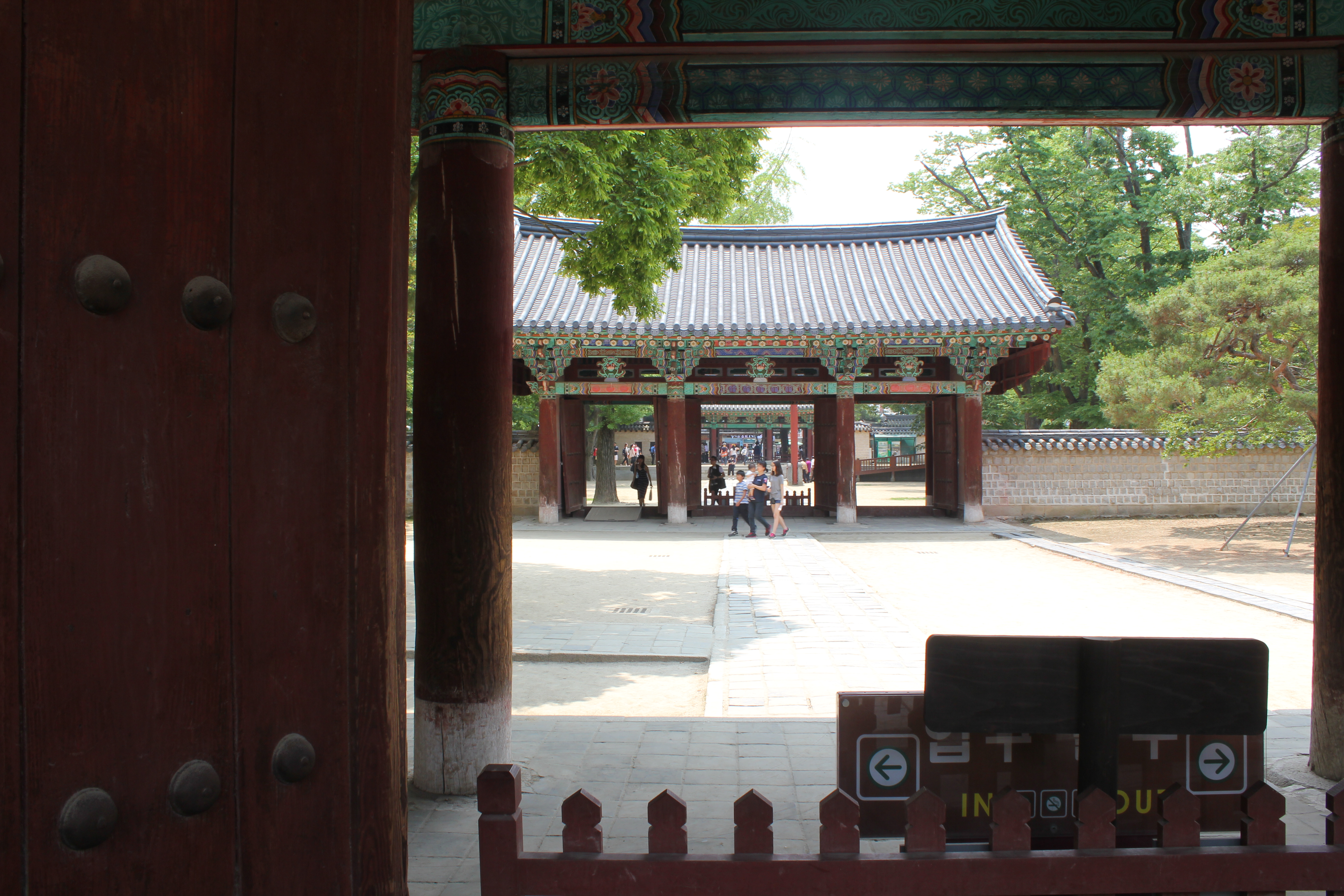
경기전 내부

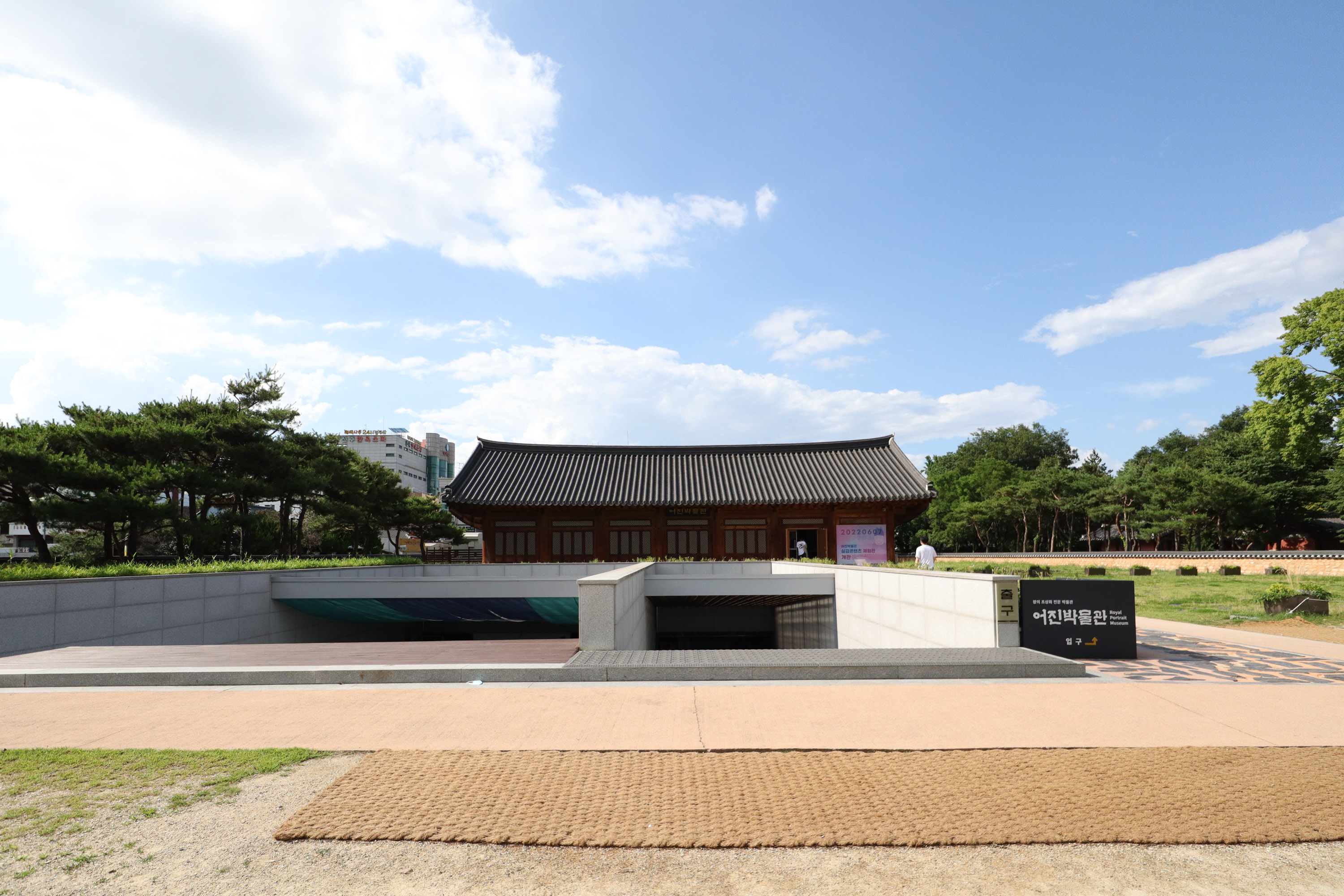
어진박물관

일제 시대에 경기전의 서쪽 부지와 부속 건물을 철거해서 일본인 소학교를 세우면서 부지의 절반이 잘려 나가고, 경기전 건물의 모습은 홍살문을 지나 외삼문과 내삼문을 연결하는 간결한 구조로 이루어져 있다.
경내에는 조선 태조 어진을 모신 정전과 전주 이씨의 시조로 전해지는 사공공 이한의 위패를 봉안한 조경묘, 조선 왕조의 실록을 보관했던 전주사고(복원), 예종의 탯줄을 묻은 태실 등의 유적이 있다. 건물의 구성은 정전, 정전 가운데에서 달아낸 헌(軒), 정전 양 옆 익랑(翼廊) 등으로 이루어져 있고, 이를 두르고 있는 내삼문(內三門) · 외삼문(外三門) 등으로 공간을 분할하고 있다.
정전
정전은 남향한 다포식(多包式) 맞배집 건물로, 높게 돋우어 쌓은 석축 위에 앞면 3칸, 옆면 3칸으로 세웠는데 건물 안의 세 번째 기둥렬(柱列)에 고주(高柱)를 세우고 그 가운데에 단(壇)을 놓았다. 이 단 양 옆에는 일산(日傘)과 천개(天蓋)를 세웠다. 정전 앞에 내단 헌은 정전보다 한 단 낮게 쌓은 석축 기단 위에 4개의 기둥을 세우고 2익공식(二翼工式) 포작(包作)을 짜올린 맞배지붕 건물이다. 정전과 헌이 이루는 구성은 왕릉에 제사를 지내려고 세운 정자각(丁字閣)의 구성과 같다. 또한, 정전 양 옆에는 익랑 2칸, 무(廡, 전각 주위에 세운 행랑) 4칸이 있다.
조경묘
전주 이씨의 시조로 전하는 신라 시대의 사공공 한의 위패를 봉안한 곳이다. 경기전 경내 북쪽에 있으며, 영조 41년(1771년) 유생 이득리 등 7도 유생들의 상소로 세워졌다.
내·외삼문
내삼문은 앞면 3칸, 옆면 2칸으로 된 3문으로 그 양 옆에 익랑 2칸을 두었다. 외삼문은 앞면 3칸, 옆면 1칸인 맞배지붕 건물로 익랑을 두지 않았으며, 옆면 가운데에 사이기둥을 세워 삼문을 달았다.
어진박물관
어진박물관은 경기전 내에 위치한 박물관으로 조선 태조 어진의 원본을 보관하고 있다.

## 기타
경기전은 고종 황제의 서녀로 알려진 이문용(李文鎔)이 만년을 보냈던 곳이기도 하다. 염(廉)씨 성을 가진 이름이 밝혀지지 않은 상궁 소생으로 알려진 이문용은 1917년 17세의 나이로 당시 김한규의 아들 김회진과 결혼했고 진명여고에 진학하기도 했지만, 김회진은 결혼 생활 3년만에 일본유학을 떠났다가 사망하고 그 해에 돌도 지나지 않은 어린 아이도 잃었다. 상궁 소생이었기에 황실 호적에 오르지도 못했고, 상하이(上海)로 이주했다가 해방 뒤에 시댁인 원산으로 돌아와서 두 명의 시동생과 함께 서울 명륜동에 자리를 잡았지만, 북한에 남아 좌익운동을 하던 시동생이 생활비로 쓰라며 가져다 주고 간 금덩이 때문에 간첩으로 몰려 서대문형무소에서 2년간 옥살이를 했다. 1950년 6월에 출감하자마자 발발한 6.25 전쟁으로 다시 부산으로 피신, 전쟁 뒤 강릉에서 셋방살이를 하다 다시 1960년 반공법 위반죄로 몰려 체포, 10년형을 얻도받고 전주교도소에서 복역, 1970년에 만기출소한 뒤 이리에서 삯바느질로 생계를 이었다.
이리천주교회 캐나다 선교사 구미해가 30만원을 주어 얻어준 이리시 갈산동 단칸짜리 셋방에서 손재봉틀로 삯바느질을 하면서 연명해오다 노쇠해져서 캐나다선교회 서울본부로부터 매달 1만원씩 생활비를 받아쓰면서 근근이 살아갔는데, 1974년 이문용의 생애를 소재로 류주현이 극본을 쓴 일일극 《황녀》(皇女)가 MBC에서 방영되면서 이문용의 사연이 알려지게 되었고, 1975년 3월 18일 황안성 당시 전북지사가 이문용을 방문해 금일봉을 전하기도 했다. 호적이 없었던 이문용은 또한 새마을봉사회 이학선이 적극 주선해 주민등록증도 발급받을 수 있었다. 동시에 21일 전북문화공보실은 국유문화재였던 경기전 조경묘의 사용승인을 문화공보부에 요청하고 이문용이 고종의 딸이라는 사실을 확인해 생계유지비를 지원해줄 것을 요청, 5월 20일부터 이문용은 조경묘 수직사에서 살 수 있게 되었으며, 전주시에서 3만원, 전북도에서 1만원으로 총 4만원의 생계비가 매달 지급되었다.
다만 이문용이 정말 고종의 숨겨진 딸인지에 대해서는 생전은 물론 사후에도 논란이 있었는데, 생전에 이문용은 세 번 서울의 낙선재(樂善齋)를 찾아간 적이 있었지만 낙선재에서는 번번이 이문용의 방문을 거절했고, 1974년 일반 면회객 자격으로 이방자 여사를 잠깐 만났으며, 1975년에는 드라마 황실 출연진들과 함께 홍릉(洪陵)을 참배하였다. 1983년 낙선재 전 비서실장 이공재와 고종의 당숙질(학부대신 이재곤의 아들) 이면용은 이문용의 얼굴이 고종과 꼭 닮았다며 "당시의 왕실 사정 때문에 기록에는 누락되었을지 모르지만 이문용은 틀림없는 고종의 딸"이라고 주장했다. 이문용은 1987년 3월 28일 조경묘 수직사 안방에서 향년 87세로 별세하였는데, 장례 일정이 발표되자 당시 낙선재 비서실장 이영주와 전주이씨 대동종약원 사무총장 이규성은 "이문용이 고종의 딸이라는 것은 말도 안 되는 소리"이고, 고종의 정실은 물론 후실까지 포함해 6명의 부인에게서 얻은 13명의 고종의 후손 모두가 관련 기록이 있음에도 불구하고, 선원록(璿源錄)은 물론 왕실 기록의 가장 기본이자 소상한 내용을 담은 《승정원일기》(承政院日記)에서조차 이문용이 고종의 친딸임을 입증할 수 있는 기록은 단 한 줄도 없으며, 고종의 막내딸이었던 덕혜옹주(德惠翁主)보다도 12살이나 위인 이문용을 당시 왕실의 호적 관리 전담부서였던 종친부(宗親府)에서 빠뜨렸을 리가 없다고 보았다. 상궁 출신이었던 성왕염(1987년 당시 70세) 역시 "임금과 하룻밤만 자도 당호가 붙는 법인데 임신까지 했었다면 그것을 상궁들끼리 모를 리가 없다"며 이문용이 고종의 딸이라는 이야기는 헛소문일 뿐이라고 일축했다.

## 갤러리

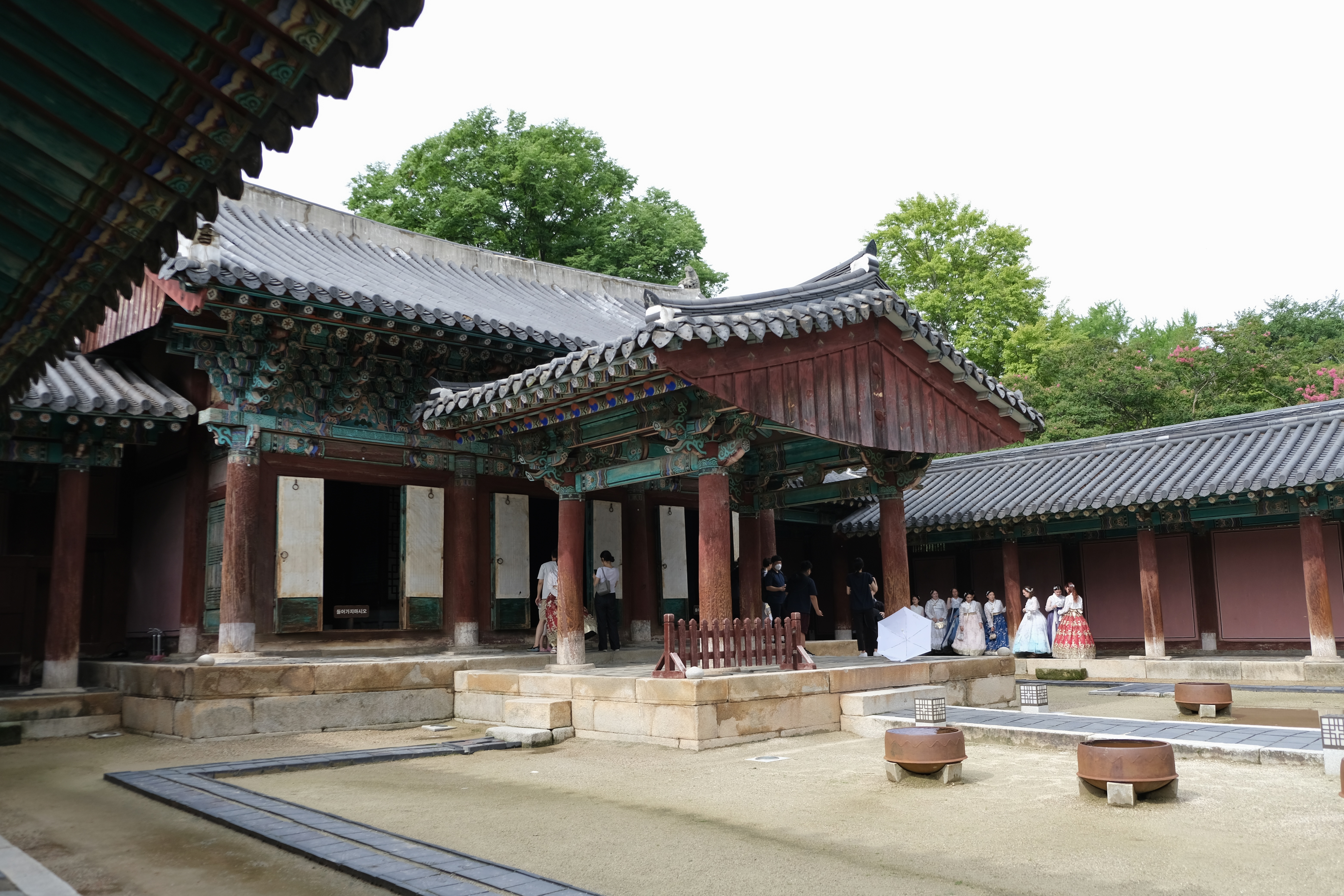
정전
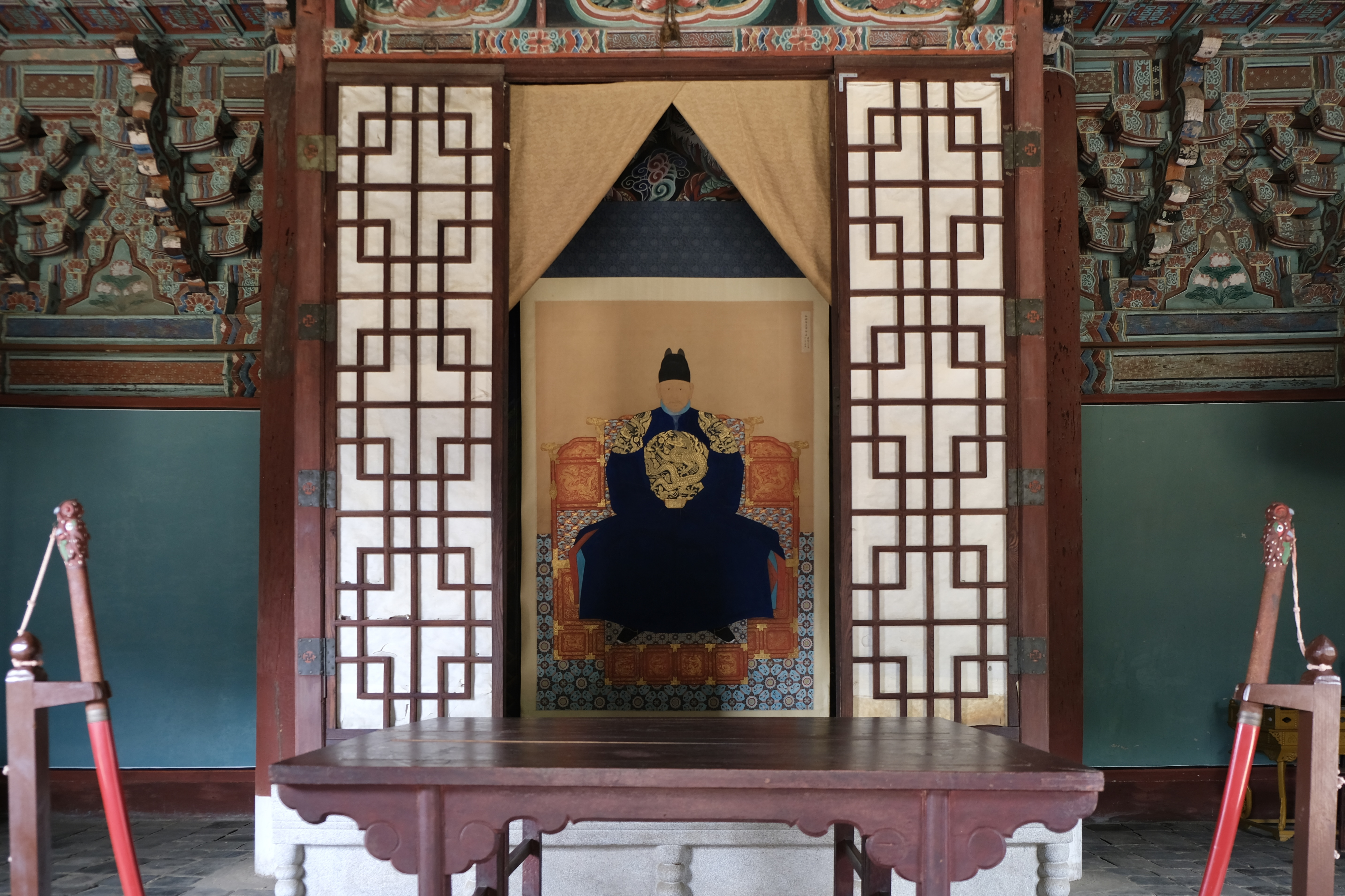
이성계 어진 (복제)
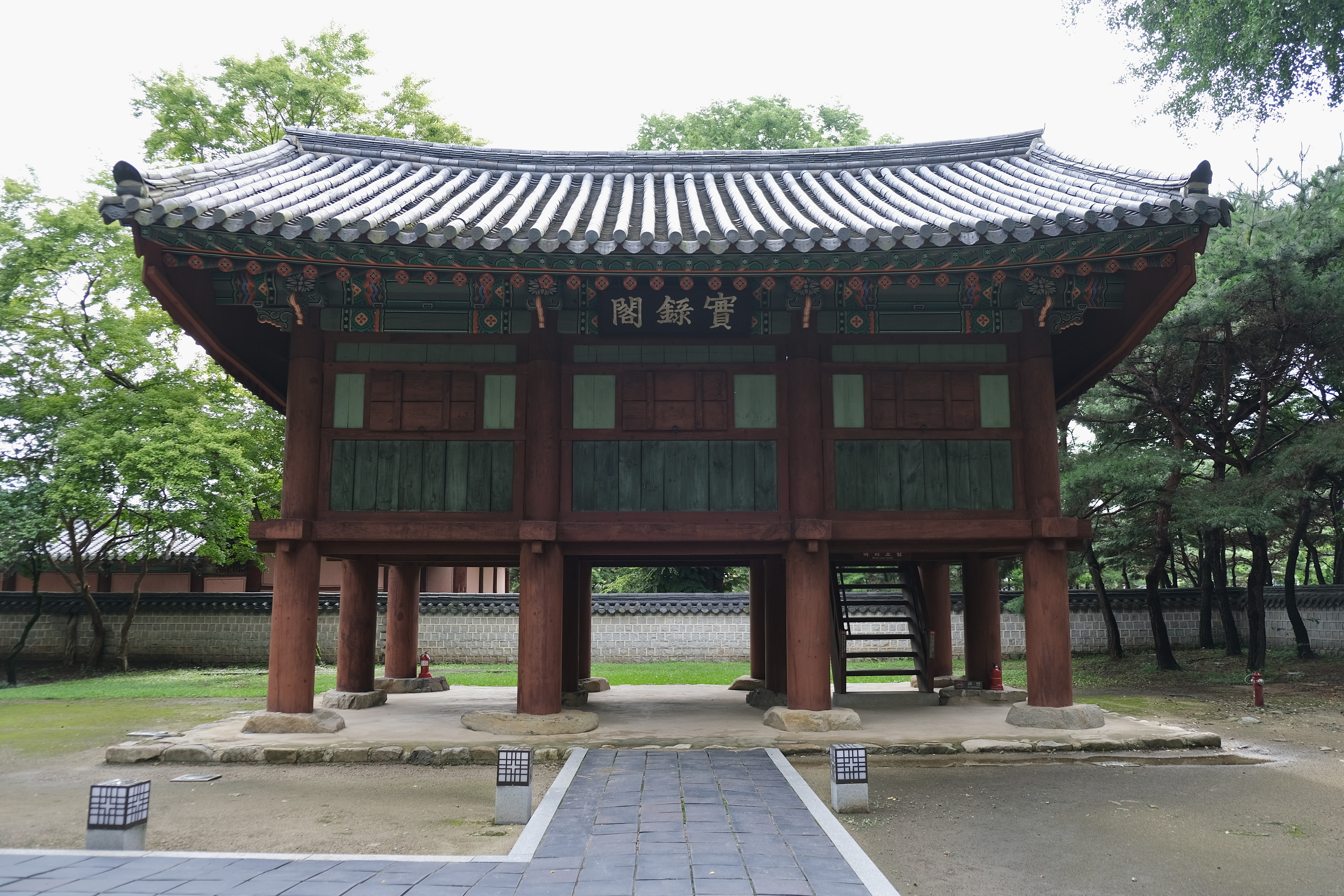
전주사고 실록각
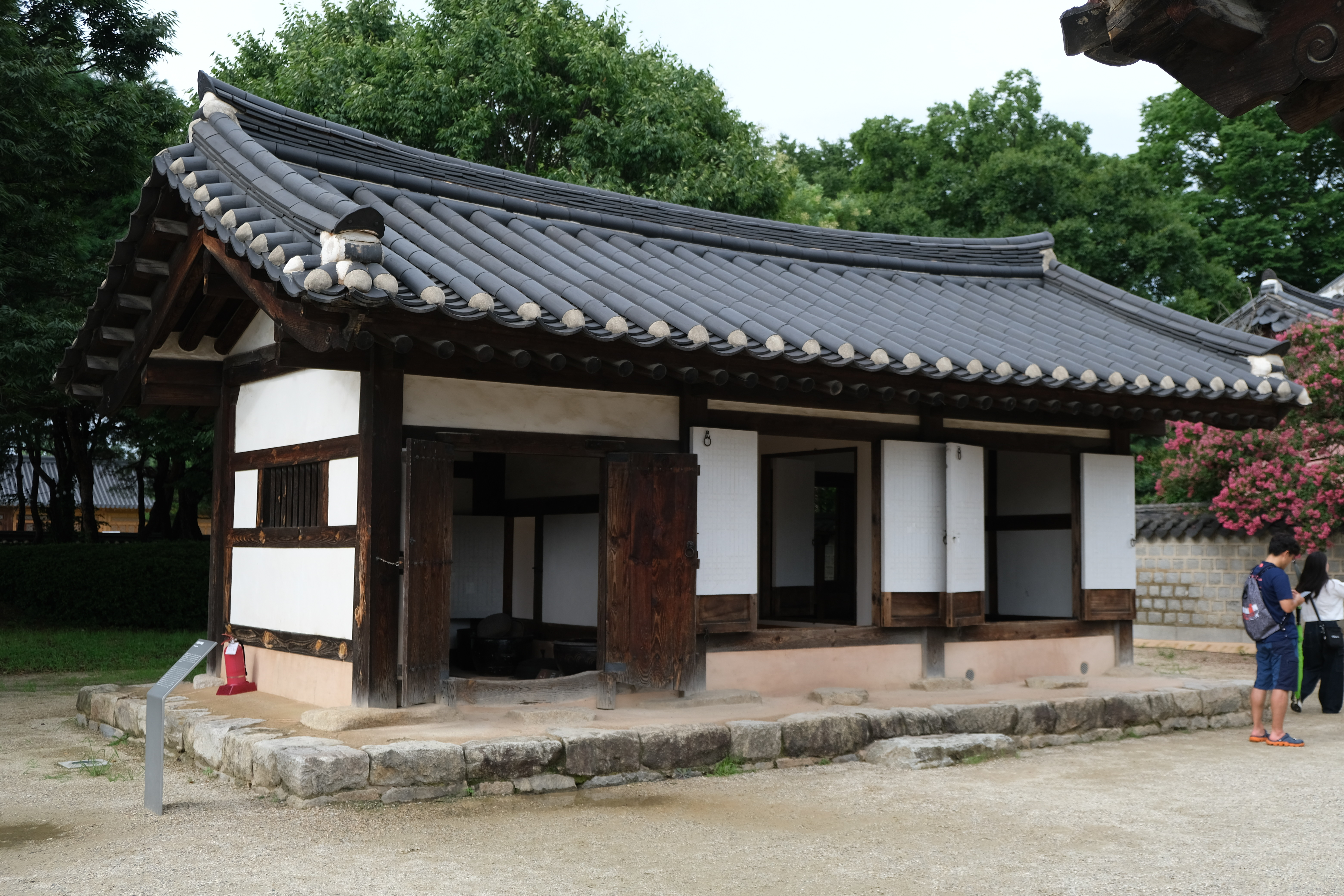
조병청
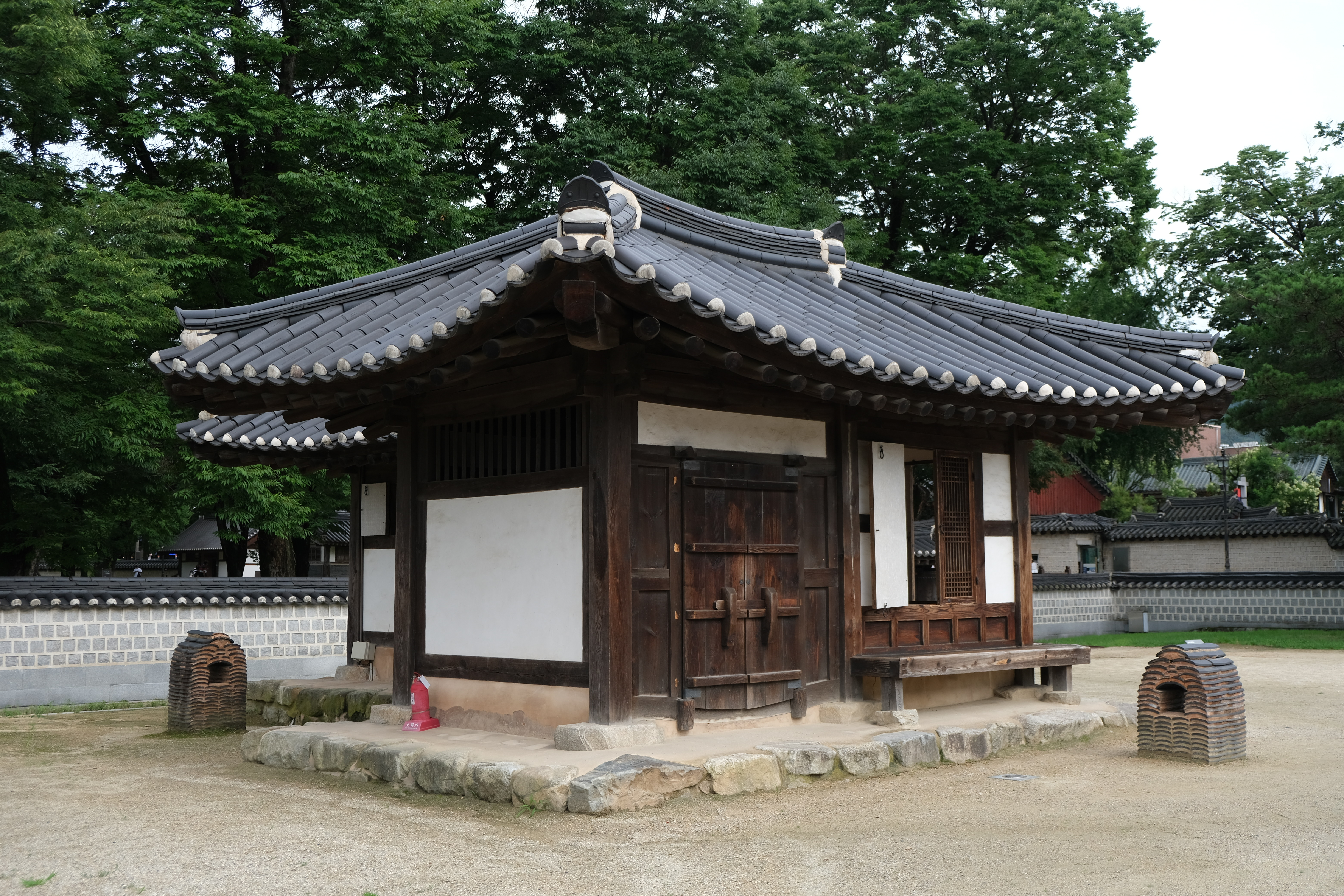
경덕헌
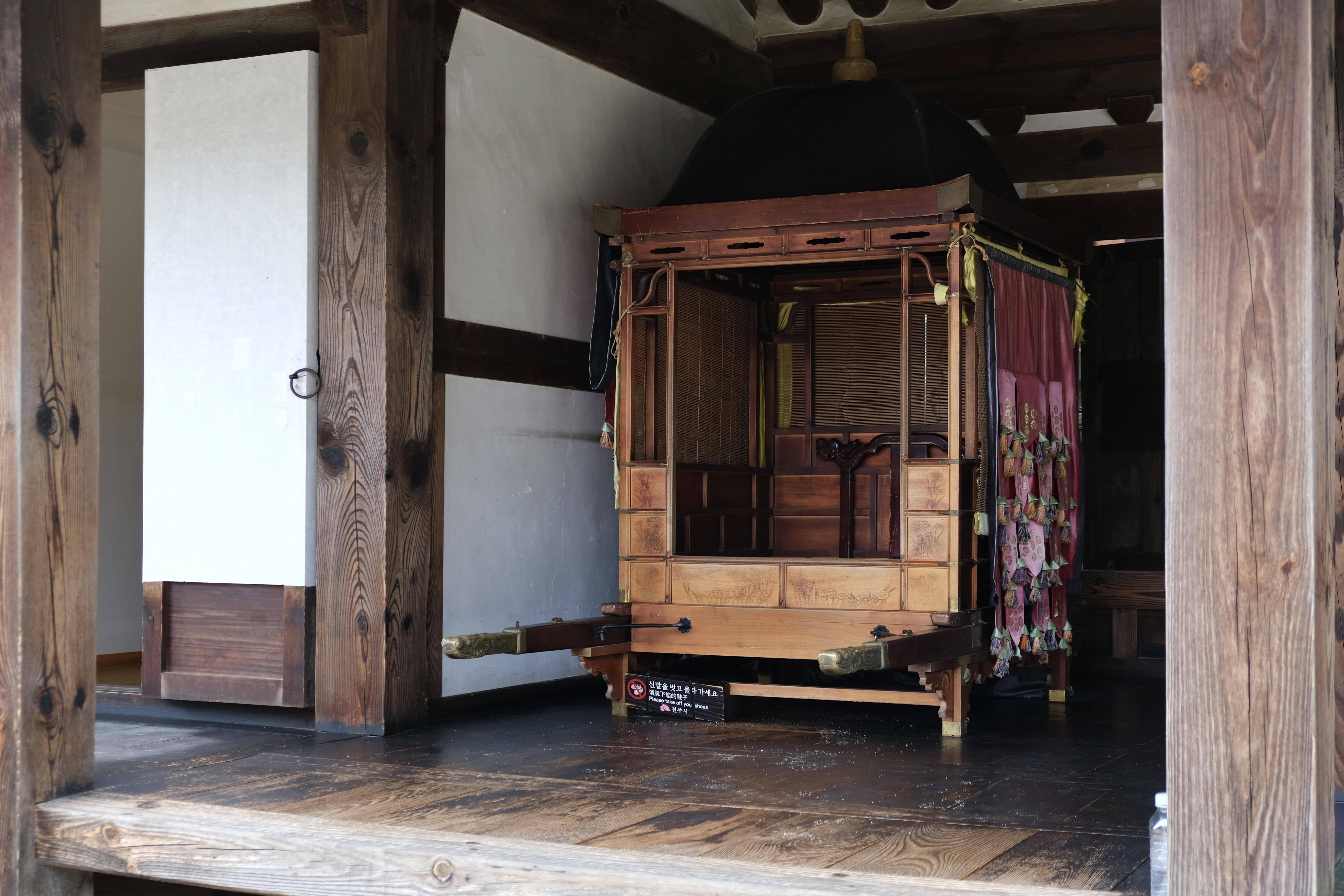
가마
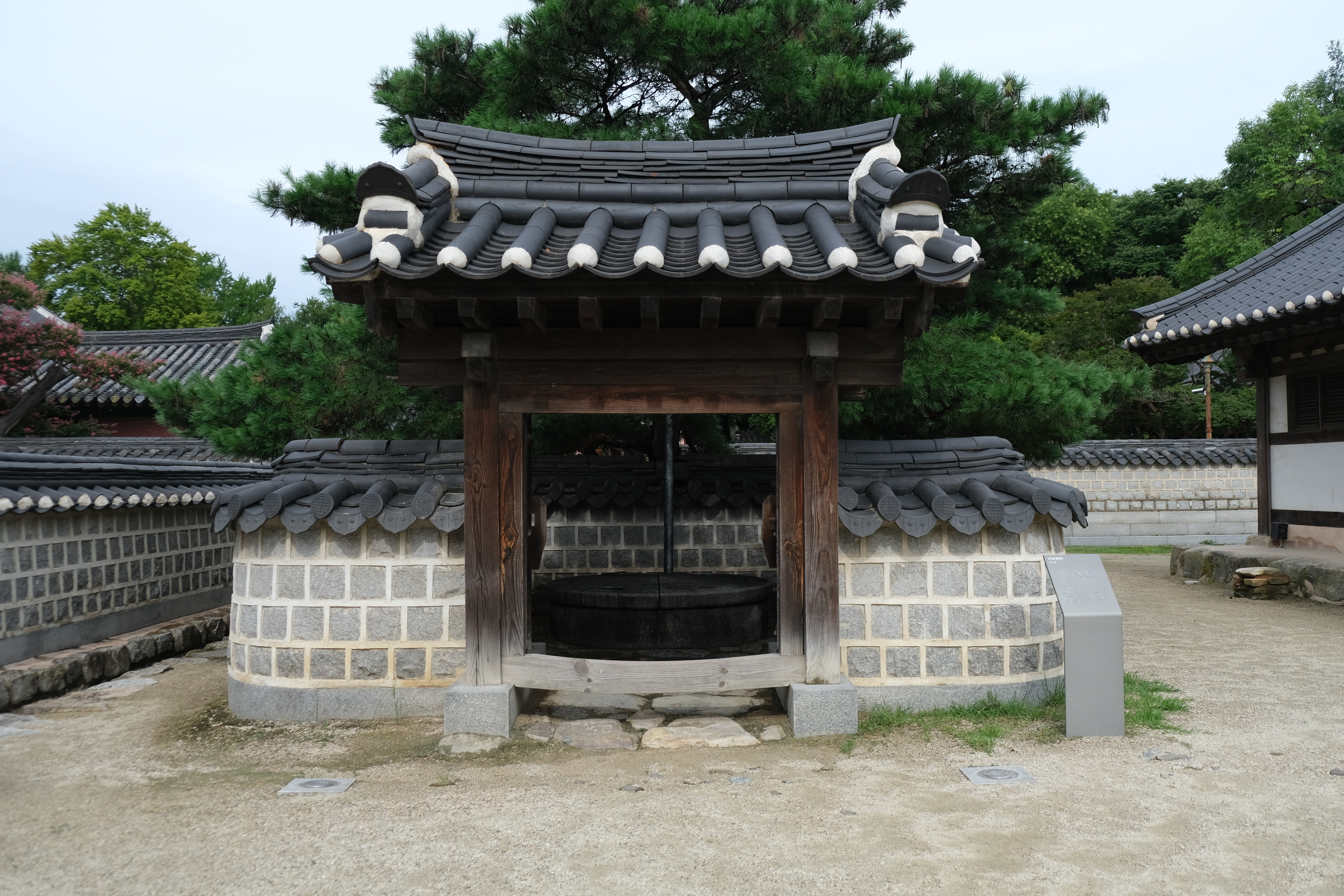
어정

## 같이 보기
- 전주 경기전 정전 (보물 제1578호)
- 전주 경기전 하마비 (전라북도 유형문화재 제222호)

## 참고 자료
- 전주 경기전 - 국가유산청 국가유산포털